# Pronudiphora nanocoxoloba
Pronudiphora nanocoxoloba är en tvåvingeart som beskrevs av Ronald Henry Lambert Disney 1997. Pronudiphora nanocoxoloba ingår i släktet Pronudiphora och familjen puckelflugor. Inga underarter finns listade i Catalogue of Life.